# Aleksander Veliki
Aleksander III. Makedonski (tudi Aleksander (III.) Veliki) (grško: Μέγας Αλέξανδρος, Megas Aleksandros), makedonski kralj in vojskovodja, * 20. julij ali 21. julij 356 pr. n. št., Pella v Makedoniji † 10. junij oziroma 11. junij 323 pr. n. št. (star 32 let). 
Aleksander Veliki je najbolj poznan kot eden najboljših antičnih vojskovodij in eden najbolj zaslužnih za razvoj grške kulture po tedaj znanem svetu.

## Obdobje osvajalnih pohodov

### Filipova smrt in Aleksandrov prihod na prestol
Leta 336 pr. n. št. je bil Filip sredi priprav na vojno s Perzijci. V Malo Azijo je poslal 10.000 mož, ki naj bi pripravili teren za prihod glavnine vojske. V tem času se je možila tudi Filipova hči Kleopatra. Filip se je udeležil te velike slovesnosti v nekdanji prestolnici Ajgah, kjer pa ga je umoril mladi makedonski plemič Pavzanij. Zarotnikov tega umora niso nikoli odkrili, sum pa je padel celo na Olimpiado in Aleksandra.
Filipa je takoj po smrti zamenjal tedaj 20-letni Aleksander. Z namenom, da bi potrdil svojo oblast, je stopil pred makedonsko ljudsko skupščino, ki je med drugim imela tudi pravico potrditi novega kralja. Aleksander je nato v Ajgah sam vodil pogrebne slovesnosti svojemu očetu v čast. To dejanje je bilo Makedoncem zadosten dokaz, da Aleksander lahko nadaljuje dinastijo - Aleksander s tem dejanjem postane kralj Aleksander III. Makedonski.

### Zavarovanje meja Makedonije in utrjevanje oblasti v Grčiji
Nenadna Filipova smrt je ogrozila makedonsko hegemonijo, zato je Aleksander takoj z vojsko krenil čez Tesalijo v Grčijo, kjer ga je korintska skupščina izbrala za neomejenega stratega.
Pomladi 335 pr. n. št. je Aleksander krenil s svojo vojsko na severne in severozahodne meje kraljestva, kjer si je pokoril Tračane in Tribale, nato pregnal Gete na levem bregu Donave ter nato še premagal Ilire. S tem je zavaroval severne meje Makedonije.
Poleti 335 pr. n. št. se je v Grčiji razširila vest, da je Aleksander padel v bojih na Balkanu, kar je povzročilo upor v Tebah, ki so se želele znebiti makedonske nadoblasti. Še istega leta je Aleksander pridrvel s svojo vojsko pred Tebe in pozval Tebance k vdaji. Po odklonilnem odgovoru je mesto obkolil, zavzel, oropal in porušil. Po bitki je obležalo okoli 6.000 Tebancev, preživelih 30.000 pa je prodal kot sužnje. Prizanesel je le duhovnikom, vsem gostinskim prijateljem Makedoncev in Pindarjevim potomcem. Po uničenju Teb je bila Grčija mirna. Z zavarovanjem severnih meja in utrditvijo oblasti v Grčiji je Makedonija izpolnila dva osnovna pogoja za začetek napada na Perzijo. 

### Priprave na pohod v Perzijo
Pozimi 335-334 pr. n. št. se je Aleksander posvetil pripravam na vojno. Zbiral je najemnike in zaveznike, gradil ladje in se seznanjal z značilnostmi bojišča. Perzija je v tem času že izgubila veliko nekdanje veličine: satrapi niso bili več poslušni, pokorjena ljudstva se niso več bala centralne oblasti. Zaradi tega je Aleksander predvideval, da bodo pravi nasprotniki le Perzijci in Feničani.
Aleksander je bil v tem času finančno zlomljen: posedoval je le 60 talentov srebra, dolžan pa naj bi jih bil 1.300 (atensko-evbejski talent 26,196 kg srebra). Kljub prazni državni blagajni, pa mu je oče zapustil veliko dragocenost - najboljšo vojsko, ki jo je svet dotlej poznal. Jedro vojske so predstavljali Makedonci, dopolnjena pa je bila z Grki in barbari (npr. Tračani). Vojska se je delila na težko, srednjo in lahko pehoto ter na težko in lahko konjenico. Vsi ti deli vojske so na bojišču delovali kot organska celota in so težili k istemu cilju.
Pomladi 334 pr. n. št. je Aleksander v Makedoniji določil za naslednika Antipatra (398.–319 pr. n. št.) in mu pustil vojsko 13.500 mož: 12.000 pešakov in 1500 konjenikov. Aleksander je na pohod krenil z vojsko, ki je štela okoli 30.000 pešakov (19.000 težkih, 9.000 srednjih in 2.000 lahkih) in okoli 5.200 konjenikov (3.400 težkih in 1.800 lahkih). Od 35.200 vojakov je bilo okoli 15.000 Makedoncev. Vse je bilo pripravljeno za veliki pohod.

### Začetek pohoda in bitka na reki Granik
Pomladi 334 pr. n. št. je Aleksander svojo vojsko zbral pri Helespontu (Dardanele) in jo ob pomoči 160 trirem in večjega števila manjših trgovskih ladij pripeljal čez morsko ožino ter jo izkrcal v Mali Aziji. Ko je Aleksander sestopil z ladje, je zapičil kopje v tla in s to simbolično potezo nakazal, da si prilašča zemljo Velikega kralja.
Vodja grških najemnikov v perzijski službi, Memnon, je želel, da bi se izmikali odločilni bitki in zvabili Aleksandrovo vojsko v notranjost Male Azije, daleč od zalog, z namenom, da bi se vojska izčrpala in izolirala od oskrbovalnih baz. Vodje perzijske vojske - satrapi Male Frigije, Kapadokije in Frigije se s tem niso strinjali in so se odločili za frontalni odpor. Za bitko so zbrali 20.000 grških najemnikov pešakov in 20.000 konjenikov.
Vojski sta se srečali na reki Granik, vsaka na svoji strani. Desno krilo makedonske vojske, ki mu je osebno poveljeval Aleksander, je krenilo čez reko in napadlo perzijsko konjenico. Tekom spopada konjenice je makedonska falanga prečkala reko z namenom, da pomaga konjenici. V strahu pred falango pa se je perzijska konjenica v neredu umaknila. Na bojišču so ostali le grški najemniki, katere je nato makedonska vojska obkolila. Kljub prošnjam za vdajo je Aleksander ukazal napasti in jih pobiti. Poleg 1.000 pobitih perzijskih konjenikov je na bojišču obležalo še 18.000 grških najemnikov v perzijski službi, preostalih 2.000 so poslali na delo v rudnike. Makedonci naj bi izgubili le 85 konjenikov in 30 pešakov.
V tej bitki je bila uničena perzijska prevlada severno od gorovja Tauros. Aleksander je obdržal delitev na satrapije; na mesto satrapov je postavil svoje ljudi. Davki so za prebivalce satrapij ostali enaki, le da so jih morali namesto Velikemu kralju - Dareju III. Kodomanu (vladal: 336–330 pr. n. št.) plačevati Aleksandru.

### Osvojitev obal Male Azije
Po tej blesteči zmagi je bila Makedoncem odprta pot v notranjost Male Azije, vendar se je Aleksander odločil, da najprej zavzame obmorska mesta, ker se je bal perzijskega ladjevja, ki bi napadlo njegove oskrbovalne ladje. Pozimi 334 pr. n. št. je Aleksander nadaljeval pohod ob obalah. Vsa maloazijska pristaniška mesta, z izjemo Mileta in Halikarnasa, so se Aleksandru predala. Milet je osvojil sorazmerno hitro, Halikarnas, mesto z enim od svetovnih čudes - grobnico satrapa Mavzola II. (vladal: 377–353 pr. n. št.), pa se je zagrizeno upiral in trdnjava je padla šele pomladi naslednje leto. Aleksander je v osvojenih mestih oligarhe zamenjal z demokratično vlado. V vseh mestih se je izmikal uporabi nasilnih metod.
Pozimi se je Aleksander umaknil s svojo vojsko v Gordij, kjer je nameraval prezimiti. Tu je videl znameniti voz, privezan na oje z drenovim lubjem. Po legendi naj bi tisti, ki bi razvozlal ta vozel, postal kralj vesoljnega sveta. Po eni zgodbi naj bi Aleksander vozel razvozlal tako, da ga je presekal z mečem, po drugi pa naj bi iz ojesa izvlekel klin (pregelj), s katerim je bil pritrjen ojesni jermen, in tako ločil oje od voza.

### Napredovanje proti jugu inbitka pri Isu
Pomladi 333 pr. n. št. je Aleksander odpotoval iz Gordija proti jugu, z namenom da osvoji vsa nasprotnikova pomorska oporišča. Aleksander je krenil s svojo vojsko v Kilikijo, nasproti pa mu je prišel sam Veliki kralj - Darej III. s svojo vojsko. Darejeva vojska je štela približno toliko vojakov kot Aleksandrova, vendar nekateri viri navajajo, da naj bi imel Darej na razpolago od 300.000 do 600.000 mož, vendar pa je ta številka pretirana - vanjo so najbrž všteti tudi spremljevalci vojakov in družine vojakov.
Vojski sta se srečali v začetku novembra 333 pr. n. št. pri Isu, ravnini med morjem in gorami, katero prečka reka Pinar, in sicer Makedonci na južnem bregu, Perzijci pa na severnem. Z napadom je začel Aleksander, ko je z desnim krilom prečkal Pinar in napadel nasprotnikovo krilo. Nekoliko kasneje je Darej napadel s svojim desnim krilom levo krilo makedonske vojske. Čeprav sta oba nasprotnika imela možnost napasti bok, pa je to storil le Aleksander na desnem krilu, s čimer se je začela premoč Makedoncev. Darej se je zbal poraza in je pobegnil z bojišča. Na bojišču je pustil znamenja oblasti: kraljevski plašč, lok in bojni voz. 
Po končanem boju naj bi na bojišču obležalo kar 110.000 žrtev, večina seveda iz spremstva vojske. Aleksandrovi vojaki so ujeli Darejevo mater, ženo in dve še neporočeni hčeri. Čeprav so bile ujetnice zelo lepe in kakor jim je Aleksander v šali dejal - muka za oči, se jih nihče ni smel niti dotakniti. Živele so v posebnem, udobnem šotoru, vstran od vojaškega vrveža, z njimi pa so ravnali po kraljevsko. Makedonci so zasegli tudi velike količine zakladov.

### Zasedba Fenicije in Egipta
Po hudem porazu Perzijcev so vsa feničanska mesta brez boja sprejela Aleksandra, upiral se je edino Tir, ki je bil zaradi svoje otoške lege težko osvojljiv. Januarja 332 pr. n. št. se je začelo 7 mesecev trajajoče obleganje, tekom katerega je Aleksandrova vojska zgradila nasip od kopnega do otoka, tako da je nastal polotok. Obleganje se je končalo na moč presenetljivo. Aleksander je napadal branilce z manjšimi enotami, da bi jih izčrpaval. Tega dne je vedež Aristandros žrtvoval žival in na podlagi žrtvovane živali trdil, da bo Tir osvojen že ta mesec, vendar je bil že zadnji, trideseti dan v mesecu. Med vojaki se je razlegel smeh, vendar je Aleksander videl vedeževo zadrego in je izdal ukaz, da je ta dan šele sedemindvajseti v mesecu. Zatem je izvedel napad z okrepljenimi enotami in spričo dobrega poteka bitke so v boj prostovoljno posegli mnogi drugi Makedonci. Tir je padel še isti dan. Prebivalce so v veliki meri pobili, preživele pa prodali v sužnost.
Še istega leta je po dvomesečnem obleganju osvojil Gazo. Uporne branilce je surovo kaznoval, prav tako kot branilce Tira. Mesta, ki so se predala brez boja, je bogato nagradil.
Jeseni 332 pr. n. št. je Aleksandrova vojska vkorakala v Egipt in brez boja zasedla prestolnico Memfis. Egipčani so ga pričakali kot osvoboditelja in mu izkazali velike časti. Aleksander je kljub temu poskrbel za utrditev svoje oblasti in dal na ustju najzahodnejšega Nilovega rokava zgraditi mesto Aleksandrija.
Z osvojitvijo Fenicije in Egipta si je Aleksander prisvojil celotno azijsko obalo od Helesponta do Nila. Ob koncu leta 332 pr. n. št. je perzijska mornarica v Sredozemlju prenehala obstajati. Z osvojitvijo obal si je Aleksander ustvaril vse strateške pogoje za nadaljevanje vojaških operacij v notranjosti Azije.

### Prodor v notranjost Azije in bitka pri Gavgamelah
Pomladi 331 pr. n. št. je Aleksander krenil preko Tira v Mezopotamijo. Moč njegove vojske je nekoliko oslabela zaradi namestitve vojaških posadk v osvojenih mestih, vendar pa so vojsko okrepile enote, ki so prispele iz Grčije in Makedonije. Z okrepljeno vojsko je avgusta Aleksander prečkal Evfrat in Tigris. V začetku oktobra sta se pri Gavgamelah, blizu Niniv srečali Aleksandrova in Darejeva vojska. Aleksandrova vojska je štela z okrepitvami vred 40.000 pešakov in 7000 konjenikov, Darejeva pa naj bi štela 200.000 pešakov in 45.000 konjenikov ter 200 bojnih voz s rezili na kolesih.
Perzijci so najprej poslali v napad bojne vozove, ki naj bi povzročili zmedo v makedonski falangi, vendar so se jih Makedonci lotili s sijajno taktiko. Falanga, proti kateremu je drvel bojni voz, se je postavila v obliko narobe obrnjene podkve. Vojaki ob strani so svoje sulice obrnili proti bojnemu vozu, vojaki v notranjosti, pa so jih imeli obrnjene navzgor. Ko je voz zapeljal v notranjost so vojaki, ki so bili v notranjosti, obrnili sulice proti vozu, konj pa se je seveda ustavil. Nato so z vozu potegnili voznika in ga ubili. Falange so nadaljevale z napadom, konjenica na makedonskem boku pa je jezdila vzporedno s fronto navzven. Perzijska konjenica je mislila, da hoče Aleksander s konjenico obkoliti perzijsko vojsko, zato je še ona odjezdila vzporedno s fronto navzven. Med perzijsko konjenico in »Nesmrtniki«, elitnimi perzijskimi pešaki, je nastala vrzel. Aleksander, ki je poveljeval konjenici je nehal jezditi Vzporedno s fronto in se je pod kotom 45 stopinj zaril v tisto vrzel. Da pa ne bi konjenica tega preprečila, je Aleksander imel za konjenico lahko pehoto, torej pračarje, lokostrelce, metalce kopij ipd., s katerimi je napadel konjenico in jo porazil. Konjenice ni več bilo in Aleksander je presenetil Nesmrtnike, ki so se razbežali. Ko je Darej III. zaslutil poraz, je zopet pobegnil z bojišča. Aleksander se je hotel pognati za njim, ko je videl, da hopitli na levem boku izgubljajo. S konjenico se je odpravil in zmagal. Na bojišču naj bi obležalo okoli 40.000 Perzijcev in le 500 Makedoncev, čeprav je ta podatek malo verjeten. Makedonci so zasegli tudi zakladnico s 4000 talenti srebra (od 75 do 100 ton).
Perzijski kralj Darej III. se je po bolečem porazu umaknil v Ekbatano, Aleksander pa je nadaljeval pohod proti Babilonu, katerega je nato osvojil brez boja. V zahvalo je žrtvoval največjemu babilonskemu bogu Bel-Marduku in si s tem pridobil nekaj simpatij pri Perzijcih. Še pred koncem leta je Aleksander vkorakal v Suzo, kjer je zasegel nepojmljive zaklade: od 40.000 do 50.000 talentov (1000 do 1250 ton) zlata in še 9000 talentov (225 ton) darikov - Darejevih zlatnikov.

### Osvojitev Perzepolisa in maščevanje za razdejanje Aten
Januarja 330 pr. n. št. je Aleksander popeljal svojo vojsko iz vročih puščav v mrzle gore, kjer je njegov pohod oviralo okoli 30.000 perzijskih pešakov in 700 konjenikov, ki so napadali osvajalce v soteski, imenovani Perzijska vrata (Tang i-Khas). Ker Aleksandrovi vojski ni uspel prodor, so oviro obšli v hribih po kozjih poteh in prišli pred Perzepolis - center perzijskega cesarstva ter ga zavzeli. Vojaki so pobili vse moške, ženske pa so ugrabili in ravnali z njimi kot s sužnjami. Temu je sledilo plenjenje po hišah, koder so si vojaki nagrabili zlata, srebra, škrlata in oblek. Aleksander si je prilastil ogromen kraljev zaklad: 120.000 talentov (3000 ton) zlata in 9000 (225 ton) darikov. Ta zaklad naj bi nato v Suzo tovorilo kar 10.000 muljih dvovpreg in 5000 kamel. Aleksander je s svojo vojsko tri mesece bival v Perzepolisu z namenom, da si vojska odpočije, nato pa je dal v maju mesto porušiti in zažgati. To dejanje naj bi bilo v povračilo za Kserksov požig Aten.

### Darejeva smrt
Po odhodu iz Pezepolisa je makedonska vojska krenila za Darejem v Medijo. V Mediji, gorati deželi, ni bilo velikih bitk na odprtem zemljišču, kjer bi prišla do izraza taktična premoč Makedoncev, ampak je prišlo do niza spopadov s številnimi plemeni, ki so iz zased napadali prišleke. Zaradi tega je Aleksander puščal dele težke pehote v mestih kot posadko za obrambo, okrepil pa je lahko pehoto in lahko konjenico, oboroženo z loki. Darej, ki ni uspel zbrati dovolj močne vojske, da bi se uprl Aleksandru, se je iz Ekbatane začel umikati proti Baktriji. Med begom se je proti njemu zarotil satrap Bes s pristaši, ki je dal Dareja umoriti. Ko je Aleksander našel Darejevo truplo, ga je dal pokopati po starih perzijskih šegah in mu izkazal časti kot Velikemu kralju.
Že julija tega leta se je Bes dal sam oklicati za Velikega kralja z imenom Artakserkses IV. Zaradi tega dejanja si je Aleksander pridobil veliko perzijskih plemičev, in perzijska vojska je začela množično stopati na njegovo stran. 

### Prvi pojav neenotnosti v Aleksandrovi vojski
Po Darejevi smrti so makedonski vojaki menili, da je vojne konec in da bi se radi vrnili domov. Aleksander je nagovoril vojake in jih ponovno navdušil za nadaljevanje vojaških pohodov, vendar je s tem težave le odložil, ni pa jih odpravil.
V tem času je Aleksander vpeljal ahajmedinski dvorni ceremonial, glavo si je začel krasiti z diademom, oblačil se je v oblačila, podobna oblačilom Velikega kralja, pri dopisovanju pa je uporabljal Darejev pečat. Omislil si je tudi harem s 365 priležnicami. 
Ta dejanja so pri nekaterih Makedoncih sprožila negodovanje, zaradi česar se je makedonska vojska razdelila na dva tabora: večina je bila naklonjena Aleksandru, manjši del pod vodstvom hiparha - poveljnika konjenice Filotesa in njegovega očeta Parmeniona pa je temu nasprotoval. Aleksander je v tem nasprotovanju videl zaroto in dal Filotosa in Parmeniona umoriti, njima naklonjene vojake pa je poslal v bataljon nepokornih.
Pomladi 329 pr. n. št. je Aleksander prekoračil reko Oksus (sodobna Amu Darja) in tam ujel Darejevega morilca Besosa. Besosu so najprej odrezali nos in ušesa, nato pa so ga razčetverili. V Baktriji je izbruhnil niz uporov, katere je Aleksander zadušil tako, da je dal pobiti vse moške, ženske in otroke pa je prodal kot sužnje v nove kolonije. Do konca leta 328 pr. n. št. je bila Baktrija pokorjena. Na vodilna mesta je postavil Perzijce ali Makedonce.
Zaradi številnih bojev in žrtev je moral Aleksander izgube nadomeščati s perzijskimi vojaki. To dejstvo in prej opisano Aleksandrovo despotsko vedenje je zopet sprožilo negodovanje med makedonskim plemstvom. Ob neki pojedini, kateri je sledilo popivanje, je Kleistos, ki je bil Aleksandru kot brat in mu je tudi rešil življenje, svojem kralju očital neprimerno vedenje. Aleksander je v pijanskem besu pograbil kopje in z njim prebodel Kleistosa. Že v naslednjem trenutku se je zavedel svoje zmote in si je hotel z ostjo prerezati grlo, vendar so mu prisebni prijatelji to preprečili.
V zimi 328-327 pr. n. št. se je Aleksander poročil s hčerjo baktrijskega plemenitaša Roksano (umrla 310 pr. n. št.). Da bi zmanjšal domotožje med svojimi Grki in Makedonci, je prigovarjal, da se poročijo s Perzijkami. To je pripomoglo tudi k spajanju kultur. V Baktriji je dal ustanoviti več vojaško in politično pomembnih mest, ki so jim poveljevali satrapi ter grški ali makedonski generali. V teh mestih so zbirali lokalne mladeniče z namenom, da povečajo število vojakov, obenem pa jih imajo kot talce, kar je bila garancija za mir.

### Pohod v Indijo in bitka s Porosom
Za pohod je Aleksander zbral vojsko 40.000 mož. Ta vojska je bila drugačna od tiste, ki se je pred sedmimi leti izkrcala v Mali Aziji: v njej so bili poleg Makedoncev in Grkov še Perzijci, Skiti in konjeniki, nanovačeni v Baktriji, Sogdiani, Araheziji in Parapamisadi.
Pomladi 327 pr. n. št. je vojska krenila proti Indiji. Na pot je vojska odšla v dveh delih in vsak del naj bi si pokoril določen del ozemlja, nato pa bi se združila pri Indu v kraju Aorn (Pir Sar). Tekom pohoda so na svojo stran pridobil lokalnega kralja Taksila. Čez eno leto je združena vojska prekoračila Ind, naslednji cilj je bil prekoračiti reko Hidasp (Jihlam), vendar pa jih je tukaj pričakal indijski kralj Poros (okoli 360–317 pr. n. št.) s svojo vojsko. 
Poros je svojo vojsko razvrstil vzdolž reke in čakal, da bi jo nasprotnik prečkal. Aleksander se je zavedal, da bi bilo prečkanje 900 metrov široke reke pred pripravljenim nasprotnikom samomorilsko dejanje, zato je ukazal izvajati lažne napade, da je zavajal nasprotnika, sam pa je v nevihtni noči 30 kilometrov severneje s 6000 pešaki in 5000 konjeniki prečkal reko. Takoj, ko je Poros izvedel za nasprotnikov manever, je poslal nadenj svojega sina z 2000 konjeniki in 120 bojnimi vozovi, vendar je Aleksander napad odbil in nasprotniku prizadejal hude izgube. Poros je sklepal, da je reko prekoračil sam Aleksander, zato je krenil nadenj s 4000 konjeniki, 300 bojnimi vozovi, 200 sloni in 30.000 pešaki, pri čemer je konjenico postavil na krila, slone pa v center pred pehoto. Vojski sta se spopadli na obrežju reke, kjer se je izkazalo, da so bojni vozovi brez moči proti okretnim lokostrelcem na konjih. Aleksander se je ustrašil slonov, zato je vojsko razdelil na dva dela, in vsak izmed njih je udaril nasprotnikovo krilo. Indijski vojaki na krilih so se pod pritiskom začeli umikati za slone. Od tega trenutka dalje se je bitka odvijala v velikem neredu. Sam kralj Poros se je povzpel na največjega slona in krenil v boj. Sloni so teptali nasprotnike, jih z rilci metali v zrak ali jih prebadali z okli. Aleksandrovi vojaki so s puščicami pobijali lokostrelce na slonih in goniče slonov. Sloni brez goničev so postali panični in so se začeli umikati ter pri tem gaziti lastno pehoto. Po umiku slonov je Aleksandrova vojska udarila po zmedeni pehoti in jo razbila.
Na bojišču je obležalo okoli 20.000 Indijcev in nekaj sto Aleksandrovih vojakov. Padla sta oba Porosova sinova, vsi poveljniki slonov in vozov ter vsi generali Porosove vojske (Arijan). Na bojišču so našli ranjenega Porosa, prebodenega s številnimi puščicami, katere mu je njegov slon previdno pulil iz ran. Pred ranjenim je postal tudi Aleksander: videl je daleč najmočnejšega moža na bojišču, visokega 220 centimetrov, ki je med bojem lučal kopja kot katapult. Aleksander je v Porosu videl sebi enakega vojskovodjo, zato se ga je usmilil in mu pustil civilno oblast v njegovem kraljestvu. Bolj verjetna je trditev, da Aleksander ni imel ne volje in ne moči, da bi v celoti osvojil Porosovo kraljestvo.

### Ustavitev pohoda na vzhod in osvojitev pokrajin ob Indu
Preden je Aleksander s svojo vojsko odrinil ob reki Hidasp, je dal postaviti dve mesti: Nikajo in Bukefalijo. Prvo je posvetil zmagi, drugo pa svojemu konju Bukefalu, ki je tod poginil od starosti.
Aleksander je sklenil nadaljevati s pohodom, čeprav je izvedel, da mora prečkati 5,5 kilometra širok Ganges, nato pa se spopasti z vojsko, ki naj bi štela 80.000 konjenikov, 200.000 pešakov, 8000 bojnih voz in 6000 bojnih slonov. Čeprav je Aleksandrova vojska po prejemu okrepitev štela skupaj s spremstvom okoli 120.000 mož, je bilo izčrpanim vojakom osvajalnih pohodov dovolj in so se odločno uprli. Aleksander je popustil in razglasil, da se bodo vrnili domov. Med vojaki se je razleglo huronsko vpitje in navdušenje. Pred odhodom je dal postaviti dvanajst orjaških oltarjev, ki stojijo na najvzhodnejši točki, ki jo je dosegel.
Aleksander je dal zgraditi okoli 1000 plovil, med njimi tudi 80 ladij za 30 veslačev, s katerimi se je nato spustil po Hidaspu. Plovba je bila mestoma nevarna zaradi brzic in vrtincev. Ljudstva, živeča ob reki, so bila zgrožena spričo množice vojakov, vendar se nekatera med njimi niso hotela predati brez boja. Najbojevitejše med njimi je bilo ljudstvo Malijcev. Aleksander je dal njihovo ozemlje obkoliti, nato obroč skrčiti in pri tem pobiti vse moške. Pri obleganju enega izmed mest je bil Aleksander hudo ranjen s puščico in je več dni nihal med življenjem in smrtjo. Po pobojih so Malijci poslali k Aleksandru odposlance, ki so ponudili vdajo. Njihovemu zgledu so sledili tudi Oksidrahi. S tem je bilo osvojeno območje ob srednjem toku Inda.

### Pot na zahod
Kakih 500 kilometrov pred delto Inda se je del vojske pod Kratrovim poveljstvom odpravil skozi Arahozijo in Drangiano z nalogo, da prispe v Karmanijo, kjer naj bi se nato srečali z Aleksandrovim delom vojske. 
Januarja 325 pr. n. št. je ostali del vojske prispel do Indove delte ter se utaboril v mestu Patala (sodobni Hydebarad). Po pol leta odmora je Aleksander zopet razdelil vojsko: sam se je avgusta z glavnino odpravil po kopnem v bližini obal, septembra pa mu je po morju sledil Nearh (360–312 pr. n. št.). Aleksander naj bi na kopnem postavljal postojanke za tisti del vojske, ki mu je sledil po morju. Del vojske, ki se je opravil na zahod po kopnem, je doživel pravi pekel: redki prebivalci teh krajev so bili revni - živeli so le od ovčereje, tako, da vojska trpela v vročini še lakoto in žejo, temu pa so se pridružile še bolezni. V negostoljubni Gedroziji (Beludžistan) je Aleksander izgubil tri četrtine svoje vojske. Šele v Karmaniji, kjer jih je pričakal Krater, so dobili zadostne količine hrane in pijače. Skozi Karmanijo so potovali v neizmernem izobilju: Aleksander je potoval na velikem odru, ki ga je vleklo osem konj, na njem pa se je s prijatelji veselo gostil. Ob poti so bile razporejene kadi in vrči z vinom, tako da so vojaki ves čas pohoda popivali. Vojsko je spremljala godba piščali in flavt ter ples žensk.
Sočasno je imel Nehar velike težave pri oskrbi svojega dela vojske, vse dokler ni prispeli do Hormozije (Hormuz), od tod naprej pa je bila njegova pot lažja, saj je bila perzijska stran zaliva obljudena. Od tod je Nearh plul vse do Suze.

### Vrnitev v Perzijo
Aleksander se je po šestih letih vrnil v srce svojega cesarstva in ugotovil, da je njegovo kraljestvo postalo neurejeno. Mnogi satrapi in upravniki niso opravljali nalog, kot je bilo dogovorjeno, nekateri med njimi so bili celo prepričani, da je Aleksander že mrtev. Aleksander si je zadal nalogo, da napravi red v državi. Ubiti je dal Medijca Barialsa, ki se je razglasil za kralja Perzijcev in Medijcev. Na smrt je obsodil tudi generale Kleandra, Sitalka in Heraklona, za katere so Medijci povedali, da so ropali templje in posiljevali medijske plemkinje. Makedonec Harpal, upravnik zakladnice in financ, se je ustrašil Aleksandrove jeze in je s 5000 talenti zbežal v Grčijo (del teh sredstev se je kasneje porabil za upor proti Makedoniji) ter naj bi bil edini nekaznovan. Zaradi Aleksandrove neizprosnosti se je po kraljestvu začel širiti strah in trepet pred kraljem.
Januarja 324 pr. n. št. je Aleksander obiskal Kirov grob v Pasargadu in ugotovil, da je bil oskrunjen. Skrunilca je, čeprav je bil Makedonec iz Pele, dal usmrtiti. Na Kirov grob je dal v grščini pripisati. »Jaz sem Kir, ki sem pridobil Perzijcem oblast. Zatorej mi ne zavidaj te gručice prsti, ki pokriva moje telo«.
Še istega meseca je prispel v Suzo in s tem je bil uradno sklenjen veliki vojaški pohod, ki se je začel pred skoraj desetimi leti v Mali Aziji. Konec pohoda je sklenil z najsijajnejšimi slovesnostmi. Med te slovesnosti je sodilo tudi tekmovanje v pitju čistega vina. Zmagal je neki Promahos, ki je spil 4 majolike (13 litrov) vina. Tri dni kasneje je zmagovalec v pitju umrl. Vrhunec praznovanja je bila svatba 10.000 Makedoncev s Perzijkami, Aleksander pa se je poročil z Darejevo hčerjo Stateiro in Artakserksesovo hčerjo Parisatido. Po tem dogodku se je Aleksander vedel le še kot Perzijec

### Zadnja dejanja
Pomladi 324 pr. n. št. je Aleksander pripravil prenovo vojske. V falango je uvedel 30.000 mladih Perzijcev, ki so jih po makedonskih metodah vzgajali od takrat, ko je osvojil Perzijo. Tudi v konjenico je sprejemal vse več perzijskih plemičev. 
Če so vse to grški vojaki mirno prenesli, pa jih je naravnost v srce zadel razglas v Opidi, v katerem je Aleksander odpustil in poslal domov 10.000 veteranov. Vojaki so bili ogorčeni, počutili so se izdane, zaradi česar so se glasno uprli. Aleksander jih iz jeze ni hotel sprejeti, čeprav so jokajoč postopali okoli njegovega šotora. Po treh dneh jih je s solzami v očeh sprejel, jim razložil, zakaj jih odpošilja, jih bogato obdaroval ter nato poslal domov.
Poleti 324 pr. n. št. je iz Opide odpotoval v Ekbatano, da bi uredil zadeve v Mediji. Tukaj je umrl njegov vedno zvesti prijatelj in ljubimec Hefajstion. Aleksandra je popadla neizmerna žalost: v znak žalovanja je dal vsem konjem pristriči grive, v taboru je prepovedal vsakršno godbo, nesrečnega zdravnika pa je dal križati. Da bi omilil svojo žalost, je krenil na vojni pohod nad nepokorne Kosajce v Luristanu in dal poklati vse za orožje sposobne moške. Ta vojni pohod je dobil ime darovanje za umrlega Hefajstiona. Postaviti mu je dal tudi nagrobnik, vreden 10.000 talentov.
Spomladi 323 pr. n. št. se je iz Ekbatane odpravil v Babilon, kjer se je posvetil državniškim poslom. Vsem državam Helenske zveze je izdal odlok, v katerem je zahteval, da se lahko vrnejo vsi politični begunci, ki so zapustili grške države v zadnjih dvanajstih letih, pri čemer jim mora biti vrnjeno njihovo imetje. Po tem odloku naj bi se vrnilo domov več kot 100.000 beguncev. Odlok je bil v nasprotju z določili Korintske pogodbe in je posegel v avtonomijo grških državic, sam Aleksander pa je z njim le še potrdil svoje despotske težnje in moč svetovnega vladarja. Zaradi tega je v grških državicah narasla mržnja do Makedoncev in začeli so se nemiri.
Aleksander se za nemire v Grčiji ni zmenil, saj sta mu Grčija in Makedonija pomenili le toliko, kolikor sta prispevali mladih moških, da jih je lahko poročal s Perzijkami. Aleksander se je tudi zavedal, da središče cesarstva ne more biti nobena pokrajina, temveč da mu lahko vlada le vladar.

### Zadnji načrti
Aleksandra so v Babilonu obiskali odposlanci ljudstev, ki si jih še ni podjarmil: Kartažani, Libijci, Etiopijci, Lukanci, Etruščani, Iberci in Kelti, poročilo o odposlanstvu Rimljanov pa ni zgodovinsko. To je Aleksandra spodbudilo k snovanju novih vojaških pohodov. Načrtoval je, da bi z ladjami obplul Arabski polotok, osvojil njegove obale in s tem dobil nadzor nad trgovanjem z Indijo. Ta del pohoda je nameraval zaključiti v Egiptu in ga nato nadaljevati ob obalah Severne Afrike, vse do Herkulovih stebrov (Gibraltar).
Vojska se je že začela zbirati, ladje so deloma po delih pripeljali s Cipra in iz Fenicije, deloma pa so jih zgradili v Babilonu. Določen je že bil dan za začetek pohoda - 8. junij.

### Aleksandrova smrt
Aleksander naj bi zbolel za malarijo. Ker se mu stanje ni izboljšalo, so prestavili odhod odprave. Čeprav je bil vsak dan slabšega počutja, je še vedno opravljal daritve in sprejemal poročila svojih poveljnikov. Po nekaj dneh je bil tako slaboten, da ni mogel več govoriti, vendar pa se je trudil v postelji sedeti pokončno. Njegovi in makedonski generali so na silo vdrli k njemu in z glasnim jokom stopali mimo njegove postelje. Ko je zadnji izmed njih odšel iz sobe, je Aleksander utrujen omahnil na postelji in 10. junija 323 pr. n. št. umrl. Umrl je v Babilonu. Kljub temu da je vzrok njegove smrti znan, nekateri znanstveniki zanikajo, da bi umrl za malarijo, saj se njegovi bolezenski simptomi ne skladajo popolnoma s to boleznijo. Znanstveniki so ugotovili, da simptomi bolezni najbolj ustrezajo virusu Zahodnega Nila, to potrjujejo tudi Aleksandrova opažanja ptic, ki so pred njegovimi očmi padale z neba. Virus Zahodnega Nila prenašajo komarji; gre predvsem za ptičjo bolezen, za katero pa zbolijo tudi ljudje. Nekateri trdijo, da je umrl iz žalosti za svojim ljubimcem Hefajstionom.

### Razpad Aleksandrove svetovne države
Aleksander je v desetletju osvojil vse ozemlje Velikega kralja in ga še dodatno razširil. Na svoji poti je postavil več kot 70 mest, ki so postali centri širjenja grške kulture. Kljub temu, da je osvojil ogromno ozemlje, pa ni utegnil vzpostaviti močne uprave, tako da je bilo njegovo kraljestvo na šibkih temeljih. 
Ker Aleksander ni določil svojega naslednika, je bil na njegovo mesto postavljen njegov slaboumni brat Aridej, kasneje pa tudi njegov sin Aleksander IV., ki se je rodil šele po očetovi smrti. Dejansko oblast je v tem času imel regent Perdikas. Da bi zadovoljil svoje tekmece, je cesarstvo razdelil generalom: Ptolomaju Egipt, Antigonu Veliko Frigijo, Leonatu Malo Frigijo, Lizimahu Trakijo, Eumenu Kapadokijo, Antipatru Makedonijo in Grčijo, Selevka pa je postavil za poveljnika garde. Ti nasledniki se imenujejo diadohi.
Vsi diadohi niso bili zadovoljni z delitvijo ozemelj, zato so se vnele vojne, ki so trajale več kot 20 let, in so se končale okoli leta 281 pr. n. št. Nastale so tri večje države: Egipt, Sirija in Makedonija. Cesarstvo Aleksandra Velikega je bilo dokončno konec.

## Rodovnik
|  |                         |  |  |  |  |  |  |  |  |  |  |  |  |  |  |  |
|  | Amintas III. Makedonski |  |  |  |  |  |  |  |  |  |  |  |  |  |  |  |
|  |                         |  |  |  |  |  |  |  |  |  |  |  |  |  |  |  |
|  |                         |  |  |  |  |  |  |  |  |  |  |  |  |  |  |  |
|  | Filip II. Makedonski    |  |  |  |  |  |  |  |  |  |  |  |  |  |  |  |
|  |                         |  |  |  |  |  |  |  |  |  |  |  |  |  |  |  |
|  |                         |  |  |  |  |  |  |  |  |  |  |  |  |  |  |  |
|  | Arhabej                 |  |  |  |  |  |  |  |  |  |  |  |  |  |  |  |
|  |                         |  |  |  |  |  |  |  |  |  |  |  |  |  |  |  |
|  |                         |  |  |  |  |  |  |  |  |  |  |  |  |  |  |  |
|  | (?)                     |  |  |  |  |  |  |  |  |  |  |  |  |  |  |  |
|  |                         |  |  |  |  |  |  |  |  |  |  |  |  |  |  |  |
|  |                         |  |  |  |  |  |  |  |  |  |  |  |  |  |  |  |
|  | Evridika I. Makedonska  |  |  |  |  |  |  |  |  |  |  |  |  |  |  |  |
|  |                         |  |  |  |  |  |  |  |  |  |  |  |  |  |  |  |
|  |                         |  |  |  |  |  |  |  |  |  |  |  |  |  |  |  |
|  | Aleksander Veliki       |  |  |  |  |  |  |  |  |  |  |  |  |  |  |  |
|  |                         |  |  |  |  |  |  |  |  |  |  |  |  |  |  |  |
|  |                         |  |  |  |  |  |  |  |  |  |  |  |  |  |  |  |
|  | Taripas                 |  |  |  |  |  |  |  |  |  |  |  |  |  |  |  |
|  |                         |  |  |  |  |  |  |  |  |  |  |  |  |  |  |  |
|  |                         |  |  |  |  |  |  |  |  |  |  |  |  |  |  |  |
|  | Alketas I. Epirski      |  |  |  |  |  |  |  |  |  |  |  |  |  |  |  |
|  |                         |  |  |  |  |  |  |  |  |  |  |  |  |  |  |  |
|  |                         |  |  |  |  |  |  |  |  |  |  |  |  |  |  |  |
|  | Neoptolemos I. Epirski  |  |  |  |  |  |  |  |  |  |  |  |  |  |  |  |
|  |                         |  |  |  |  |  |  |  |  |  |  |  |  |  |  |  |
|  |                         |  |  |  |  |  |  |  |  |  |  |  |  |  |  |  |
|  | Olimpija                |  |  |  |  |  |  |  |  |  |  |  |  |  |  |  |
|  |                         |  |  |  |  |  |  |  |  |  |  |  |  |  |  |  |
|  |                         |  |  |  |  |  |  |  |  |  |  |  |  |  |  |  |